# Нечаївська волость
Нечаївська волость — історична адміністративно-територіальна одиниця Єлизаветградського повіту Херсонської губернії із центром у селі Нечаївка.
Станом на 1896 рік складалася з 49 поселень. Населення — 6821 особа, 1050 дворових господарство.

Найбільше поселення волості:
- Нечаївка — на р. Сугоклія, 127 господарств, жителів - 803 (чол. - 408, жін.- 395), волосне правління, православна церква, церковно-приходська школа (43 учні, 38 ч., 5 ж.), земська поштова станція, лавка, корчма, 35  верст від повітового міста.

## Населені пункти волості
- х.Обертасовський
- с.Аврамівка (суч.Ромашки)
- ек.Агаркова
- с.Олександрівка (суч.Обертасове)
- с.Олександрівка Перша(Островське)
- с.Олександрівка Друга (суч.Золотницьке)
- с.Ганнівка (Крива, Криво-Медерово, не існує)
- х.Борщова (Андрейченка, Щорбин, Григорівка, Сугаклея, Суклея, Борщ-Смокіна)
- х.Браньків (Стойкова, не існує)
- х.Броуна (суч.Золотницьке)
- х.Бузовий (Бузова Балка, Розумовського)
- х.Біликов
- с.Вільянівка (Балєєва)
- с.Водяне (Гулькевича)
- х.Водяний (Нечай, Хохлов, Косюри)
- х.Волика (Олександрівський)
- х.Вовча Балка (Голубовського)
- с.Григорівка (Ломаковського, суч.Шишкіне)
- с.Доливівка (Долинівка, Дроботковського)
- пос.товариства Дроботовського (Терноватського тов-ва, Компаніївського тов-ва, Григорівського тов-ва, Доливівка, Тулибівка, Табунщицька Балка),
- с.Захарівка (Саутина, Рожнятовської, суч.Ромашки)
- с.Кам’яний Брід (Навроцького, суч.Криничувате)
- х.Кам’яний Брід (Навроцька, Навроцкого)
- х.Ковалів Перший
- х.Ковалів Другий (Продана)
- х.Коротяк-Куріного (Линів)
- с.Криничувате (Золотницького)
- х.Линників
- х.Ломаковського
- х.Майбороди
- х.Мала Рязанова (Шевякова)
- х.Містюшин
- с.Нечаївка (Жукова)
- х.Островського
- х.Підопри-Гори (Бардижів)
- с.Покровка (Коломійцева)
- с.Пустопілля (Резанова)
- х.Рожнатовських
- х.Рустановича
- с.Семеновка (Першая і Друга, Шамотульського)
- с. Семикосівка (Абертасово, Обертасове, не існує)
- х.Синюкова (Коренецького)
- с.Софіївка (Орлова)
- с.Тетянівка Перша (Майєра, суч.Нечаївка)
- с.Тетянівка Друга (Семеновка, Рославлева)
- х.Шматульського (Громка, Кур’яна)
- х.Щатилова (Коломійця, Калиновського)
- х.Шута (Жуковського).